# Pétrodrome à quatre orteils
Petrodromus tetradactylus
Genre
Espèce
Statut de conservation UICN

 LC  : Préoccupation mineure
Le pétrodrome à quatre orteils (Petrodromus tetradactylus), ou plus simplement pétrodrome, est également appelé rat à trompe tétradactyle.
Petrodromus tetradactylus est la seule espèce du genre Petrodromus.